# Ribes (Ardèche)
Pour les articles homonymes, voir Ribes.
Ribes est une commune française, située dans le département de l'Ardèche en région Auvergne-Rhône-Alpes.
Ses habitants sont appelés les Flahuts ou les Ribois.

## Géographie

### Climat
Pour des articles plus généraux, voir Climat d'Auvergne-Rhône-Alpes et Climat de l'Ardèche.
En 2010, le climat de la commune est de type climat méditerranéen franc, selon une étude du CNRS s'appuyant sur une série de données couvrant la période 1971-2000. En 2020, Météo-France publie une typologie des climats de la France métropolitaine dans laquelle la commune est exposée à un climat de montagne ou de marges de montagne et est dans la région climatique Provence, Languedoc-Roussillon, caractérisée par une pluviométrie faible en été, un très bon ensoleillement (2 600 h/an), un été chaud (21,5 °C), un air très sec en été, sec en toutes saisons, des vents forts (fréquence de 40 à 50 % de vents > 5 m/s) et peu de brouillards.
Pour la période 1971-2000, la température annuelle moyenne est de 12,9 °C, avec une amplitude thermique annuelle de 17,4 °C. Le cumul annuel moyen de précipitations est de 1 340 mm, avec 7,8 jours de précipitations en janvier et 4,4 jours en juillet. Pour la période 1991-2020, la température moyenne annuelle observée sur la station météorologique de Météo-France la plus proche, « Lablachère Drome », sur la commune de Lablachère à 3 km à vol d'oiseau, est de 13,5 °C et le cumul annuel moyen de précipitations est de 1 142,0 mm,. Pour l'avenir, les paramètres climatiques de la commune estimés pour 2050 selon différents scénarios d'émission de gaz à effet de serre sont consultables sur un site dédié publié par Météo-France en novembre 2022.

### Hydrographie
La commune est arrosée par l'Alune.

## Urbanisme

### Typologie
Au 1er janvier 2024, Ribes est catégorisée commune rurale à habitat dispersé, selon la nouvelle grille communale de densité à 7 niveaux définie par l'Insee en 2022.
Elle est située hors unité urbaine. Par ailleurs la commune fait partie de l'aire d'attraction d'Aubenas, dont elle est une commune de la couronne,. Cette aire, qui regroupe 68 communes, est catégorisée dans les aires de 50 000 à moins de 200 000 habitants,.

### Occupation des sols
L'occupation des sols de la commune, telle qu'elle ressort de la base de données européenne d’occupation biophysique des sols Corine Land Cover (CLC), est marquée par l'importance des forêts et milieux semi-naturels (72,1 % en 2018), en augmentation par rapport à 1990 (70,8 %). La répartition détaillée en 2018 est la suivante : 
forêts (72,1 %), zones agricoles hétérogènes (11,3 %), cultures permanentes (8,1 %), zones urbanisées (7,6 %), prairies (0,9 %).
L'évolution de l’occupation des sols de la commune et de ses infrastructures peut être observée sur les différentes représentations cartographiques du territoire : la carte de Cassini (XVIIIe siècle), la carte d'état-major (1820-1866) et les cartes ou photos aériennes de l'IGN pour la période actuelle (1950 à aujourd'hui).

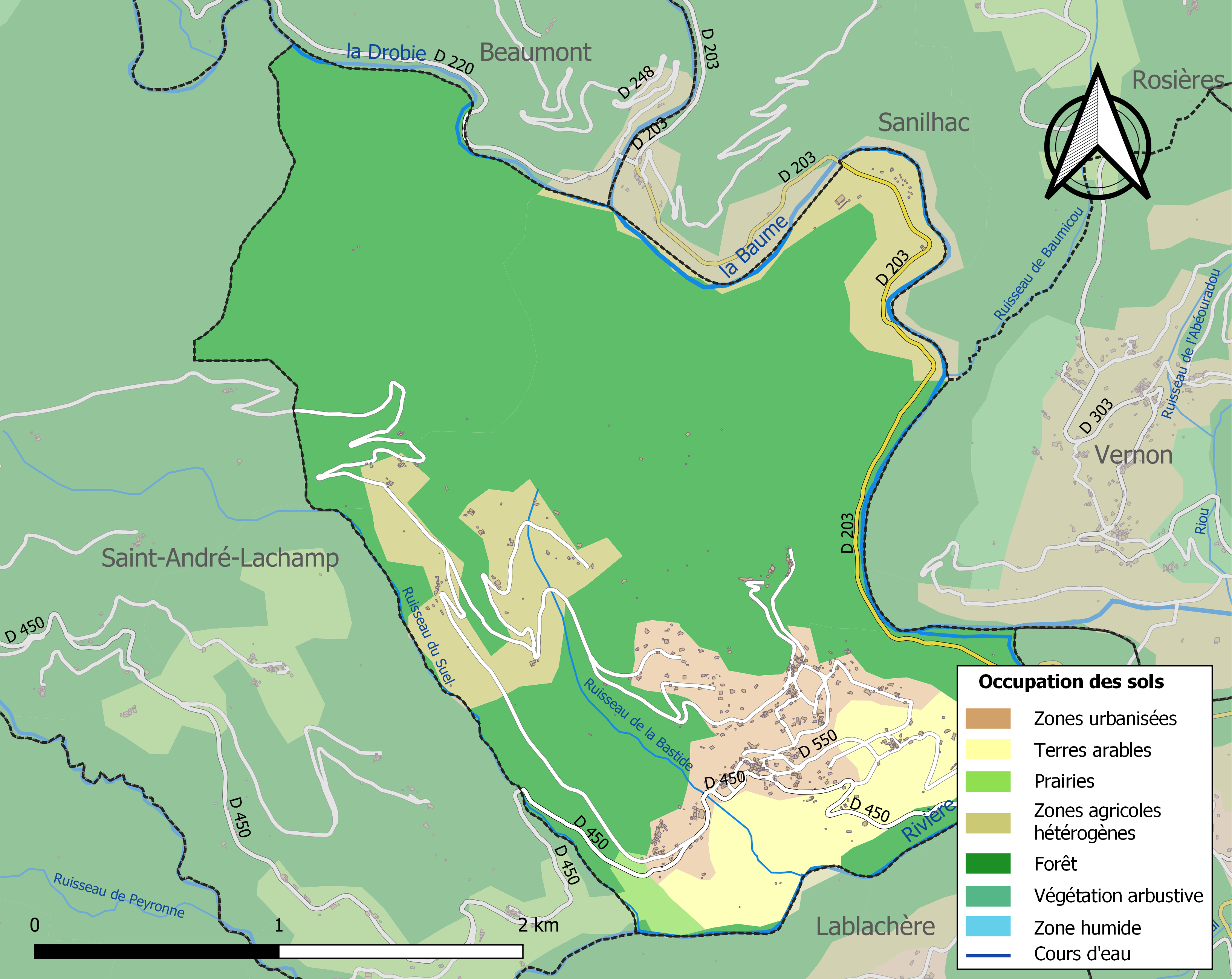
Carte des infrastructures et de l'occupation des sols de la commune en 2018 (CLC).

### Lieux-dits, hameaux et écarts
En venant de Joyeuse, différents hameaux : le Prat, Gineste, le Château, l'église (chef-lieu), les hameaux du Gelly, du Chauvet, du Fabre, de Labeaume, du Serre.
En allant vers Saint André-Lachamp : les mas de Lafont, du Ranc, de la Bastide et de Ribette.

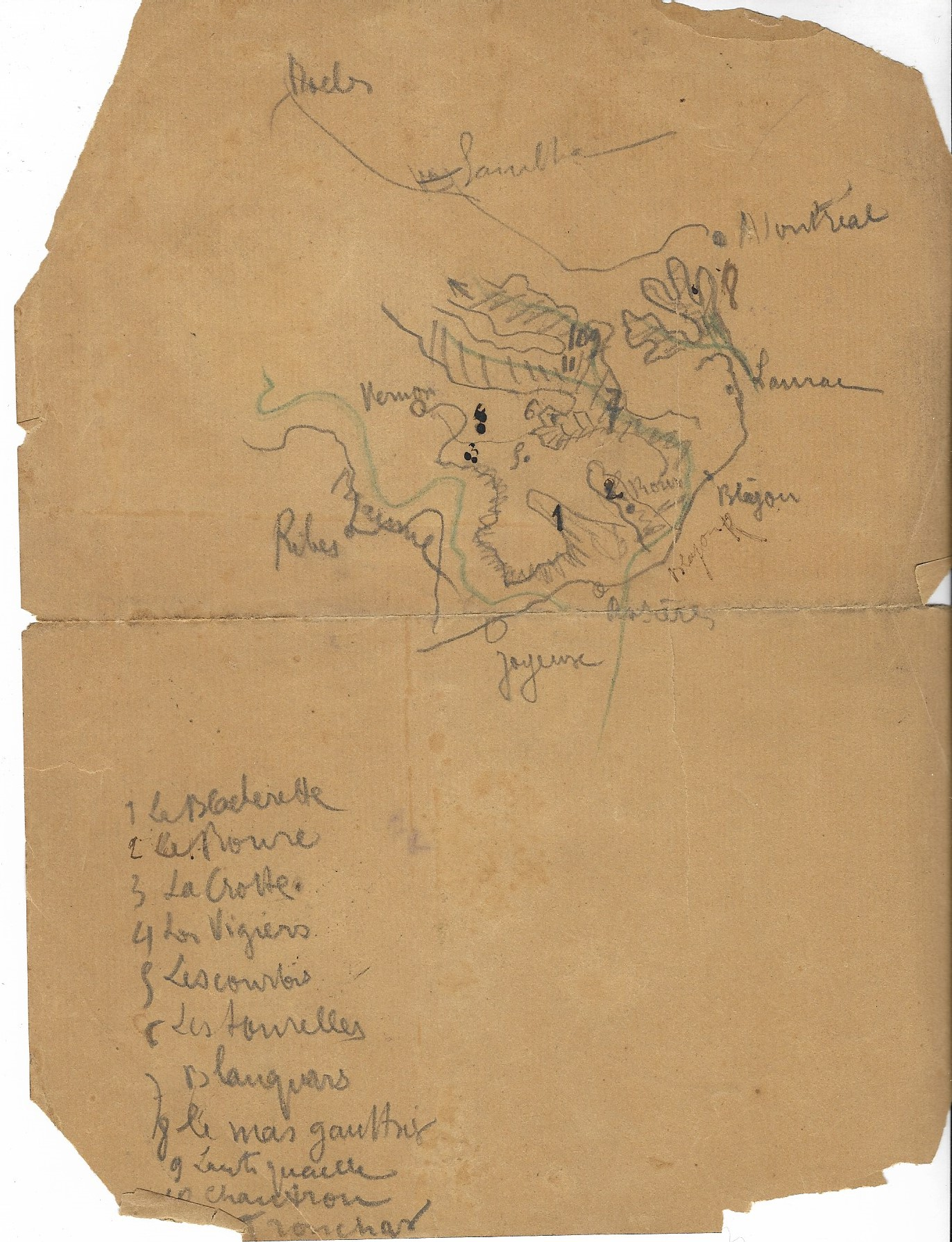

À l'écart, les hameaux de Grand Val et de Chassournet.

## Toponymie
Du latin Rippe, Rippis, signifiant « bords, rives », ce nom est mentionné dès 1275 dans les écrits monastiques, Sancta Maria dei Rippis.

## Histoire
D'après l'abbé Étienne :
- sur le plan spirituel : en 1111, l'évêque de Viviers cède l'église de Ribes aux moines de Cluny. En 1259, sous Saint Louis, la paroisse revient dans le diocèse de Viviers.
- sur le plan temporel, Ribes n'était qu'une baronnie, non admise à siéger aux États du Vivarais. Voici la liste des seigneurs de Ribes établie par l'abbé Étienne :
  - Sire Jean Maurel -1417
  - Garin Maurel-1446
  - Jean Maurel
  - Pons de la Garde-1512
  - Jean de Balazuc-1546
  - Claude de Roche
  - Guillaume de Roche
  - Annet de Borne
  - Charles de la Fare
  - Scipion de Beauvoir du Roure
  - la comtesse du Roure (1670-1711)
  - le marquis de la Fare (1711-1728)
  - Bonnier de la Mosson (1728-1738)
  - le comte de Vogüé-1738
  - Guillaume de la Saumés (1738-1783)
  - Jean-Louis de la Saumés-1783
- En 1973, un petit trésor a été retrouvé à Ribes[14].

## Politique et administration

### Liste des maires

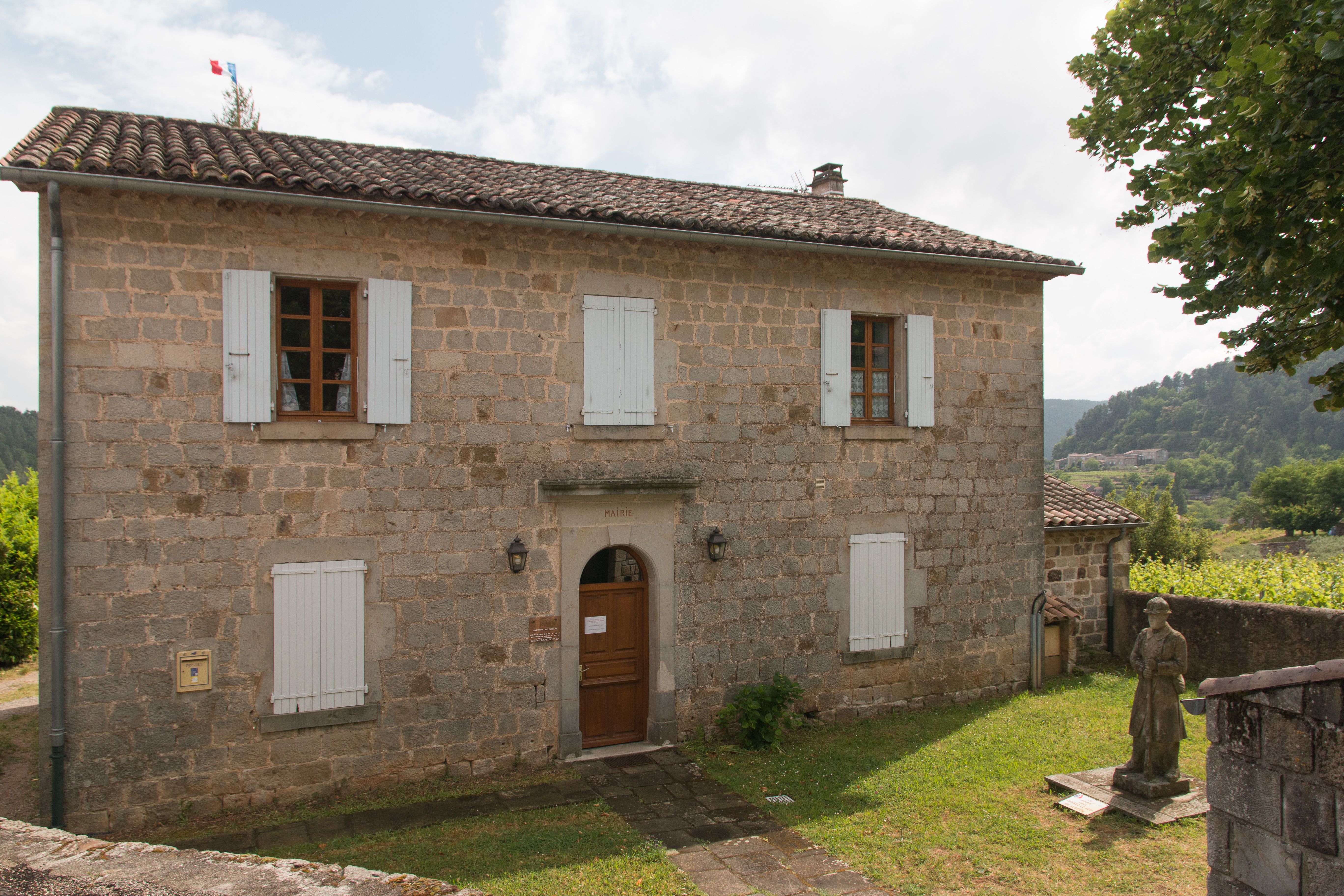
Mairie du village en 2014.

| Période                                  | Période                   | Identité             | Étiquette | Qualité  |
| ---------------------------------------- | ------------------------- | -------------------- | --------- | -------- |
| Les données manquantes sont à compléter. |                           |                      |           |          |
| mars 1983                                | mars 1995                 | Jean-Claude Balmelle |           |          |
| mars 2001                                | mars 2007 (démission)     | Michel Rouvier       |           |          |
| mars 2007                                | 2014                      | Françoise Poujade    |           |          |
| 2014                                     | 18 mai 2020               | Michel Le Querrec    | DVD       | Retraité |
| 18 mai 2020                              | En cours (au 6 août 2020) | Christian Balazuc    |           |          |

## Population et société

### Démographie
L'évolution du nombre d'habitants est connue à travers les recensements de la population effectués dans la commune depuis 1793. Pour les communes de moins de 10 000 habitants, une enquête de recensement portant sur toute la population est réalisée tous les cinq ans, les populations de référence des années intermédiaires étant quant à elles estimées par interpolation ou extrapolation. Pour la commune, le premier recensement exhaustif entrant dans le cadre du nouveau dispositif a été réalisé en 2005.

En 2022, la commune comptait 328 habitants, en évolution de +10,07 % par rapport à 2016 (Ardèche : +2,48 %, France hors Mayotte : +2,11 %).
| 1793 | 1800 | 1806 | 1821 | 1831 | 1836 | 1841 | 1846 | 1851 |
| ---- | ---- | ---- | ---- | ---- | ---- | ---- | ---- | ---- |
| 640  | 490  | 554  | 579  | 629  | 716  | 679  | 718  | 751  |

| 1856 | 1861 | 1866 | 1872 | 1876 | 1881 | 1886 | 1891 | 1896 |
| ---- | ---- | ---- | ---- | ---- | ---- | ---- | ---- | ---- |
| 667  | 604  | 585  | 600  | 583  | 506  | 502  | 495  | 487  |

| 1901 | 1906 | 1911 | 1921 | 1926 | 1931 | 1936 | 1946 | 1954 |
| ---- | ---- | ---- | ---- | ---- | ---- | ---- | ---- | ---- |
| 504  | 442  | 403  | 348  | 321  | 305  | 283  | 286  | 251  |

| 1962 | 1968 | 1975 | 1982 | 1990 | 1999 | 2005 | 2006 | 2010 |
| ---- | ---- | ---- | ---- | ---- | ---- | ---- | ---- | ---- |
| 240  | 249  | 230  | 250  | 309  | 284  | 255  | 256  | 272  |

| 2015 | 2020 | 2022 | - | - | - | - | - | - |
| ---- | ---- | ---- | - | - | - | - | - | - |
| 297  | 325  | 328  | - | - | - | - | - | - |

### Enseignement
La commune est rattachée à l'académie de Grenoble.

### Médias
La commune est située dans la zone de distribution de deux organes locaux de la presse écrite :
- L'Hebdo de l'Ardèche

Il s'agit d'un journal hebdomadaire français basé à Valence et couvrant l'actualité de tout le département de l'Ardèche.
- Le Dauphiné libéré

Il s'agit d'un journal quotidien de la presse écrite française régionale distribué dans la plupart des départements de l'ancienne région Rhône-Alpes, notamment l'Ardèche. La commune est située dans la zone d'édition d'Aubenas et Privas-Vallée du Rhône.

## Culture locale et patrimoine

### Sentiers touristiques
Le sentier du châtaignier. En complément de la visite du Musée de la châtaigneraie, le sentier du châtaignier  permet de découvrir le châtaignier dans son environnement. Ce sentier pédestre se situe à l'entrée du village. Au fil du sentier, le visiteur peut remarquer les différents visages de la châtaigneraie, du taillis sauvage aux vergers entretenus en passant par les jeunes plants nouvellement greffés. En partant à la rencontre des différentes variétés de châtaigniers, jeunes Marigoules vigoureux ou vieux « Aguyane » creux, le sentier fait découvrir les divers aspects de culture de l'arbre : greffage, irrigation, élagage.

### Monuments
- Le monument aux morts sculpté par le Louis Bresson
- L'église de l'Assomption, dont le chœur est roman. Les peintures de ce chœur ont été étudiées par Robert Saint-Jean[22].
- Les tombes rupestres[23]
- Cheminée dite "Sarrasine" au quartier du Plot
- Maison forte au quartier du Mas
- Maison forte au quartier du Château

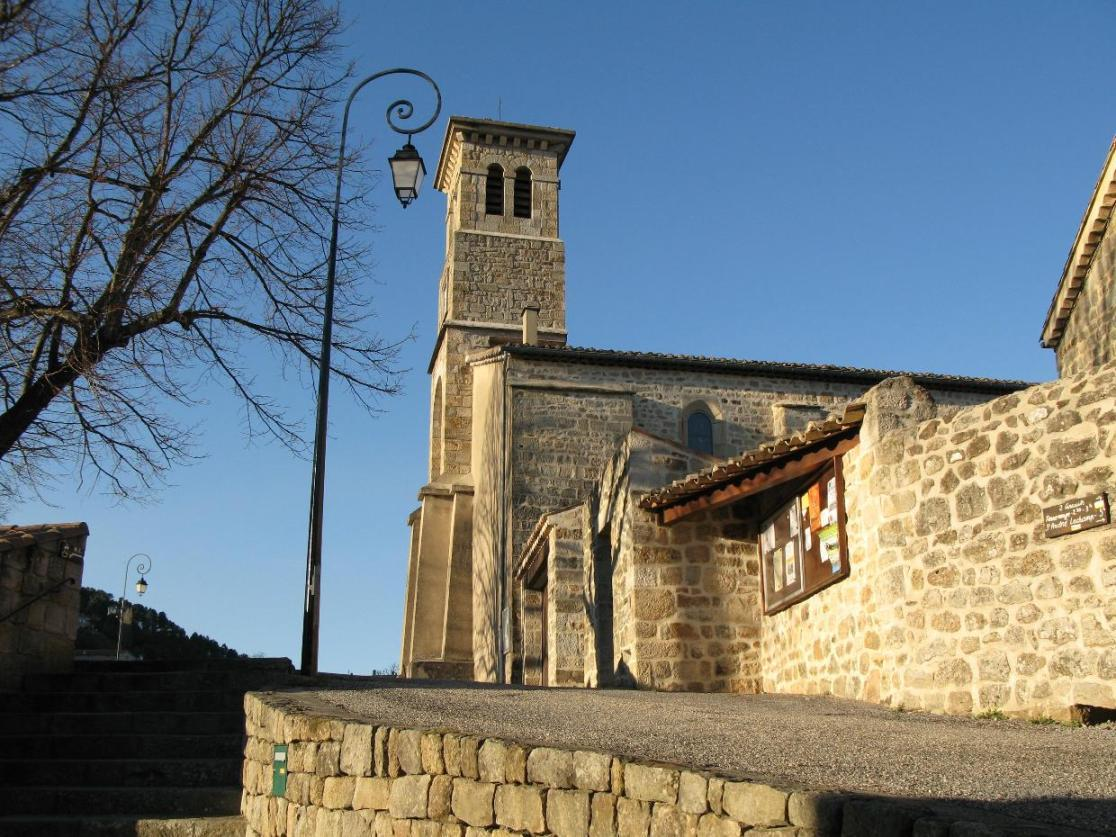
L'église.
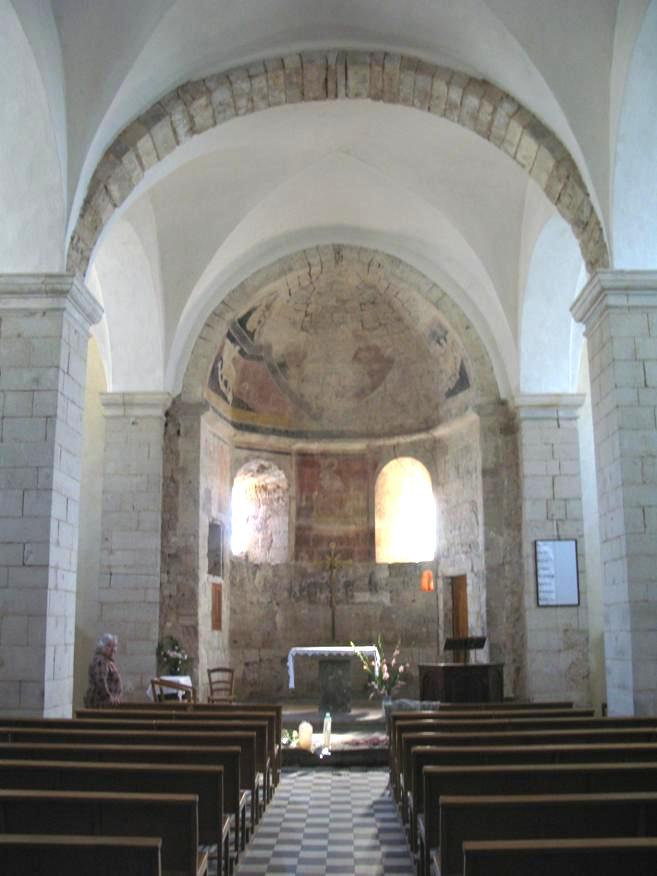
Les peintures du chœur de l'église.
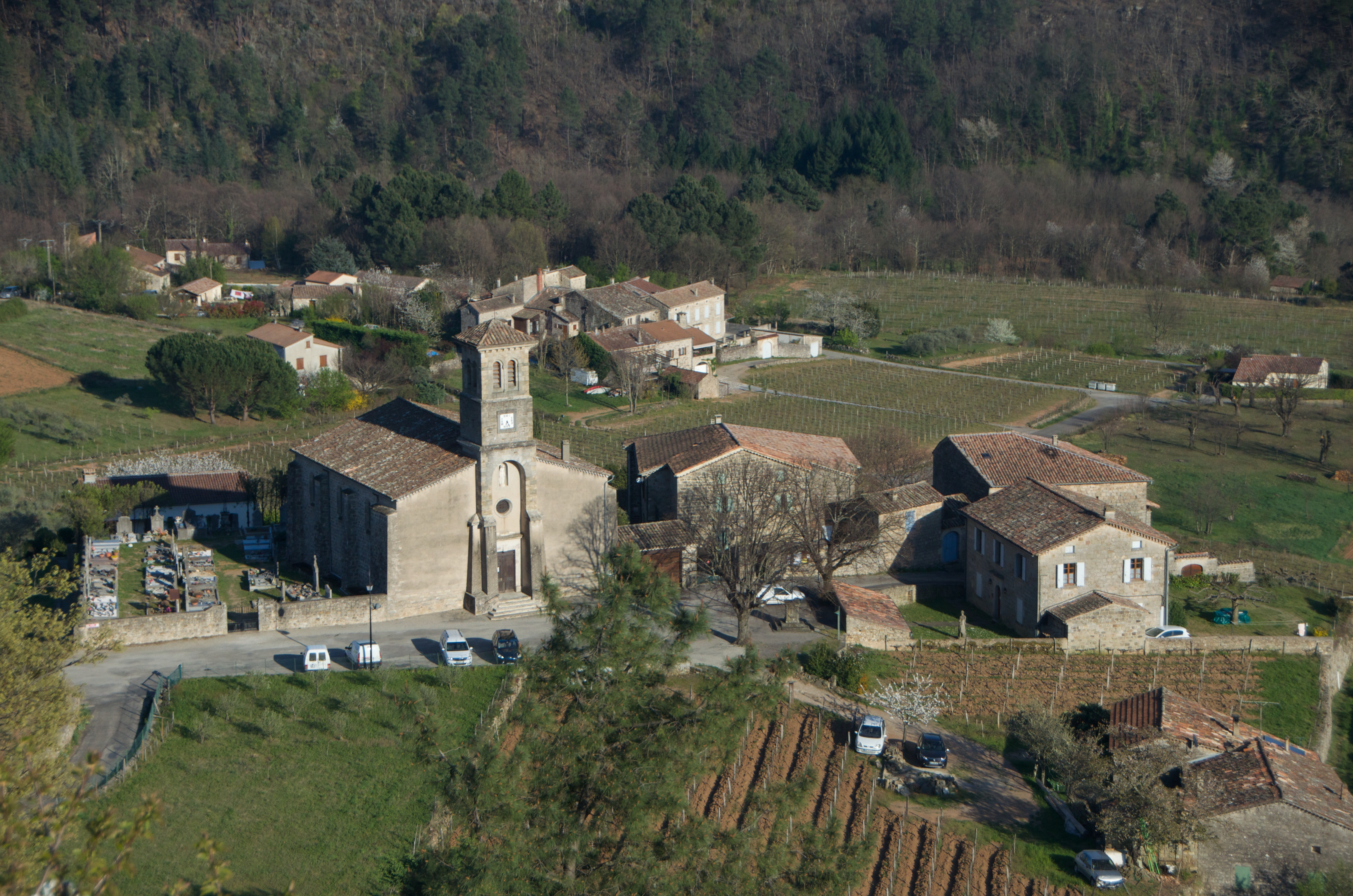
L'église vue du Puech.
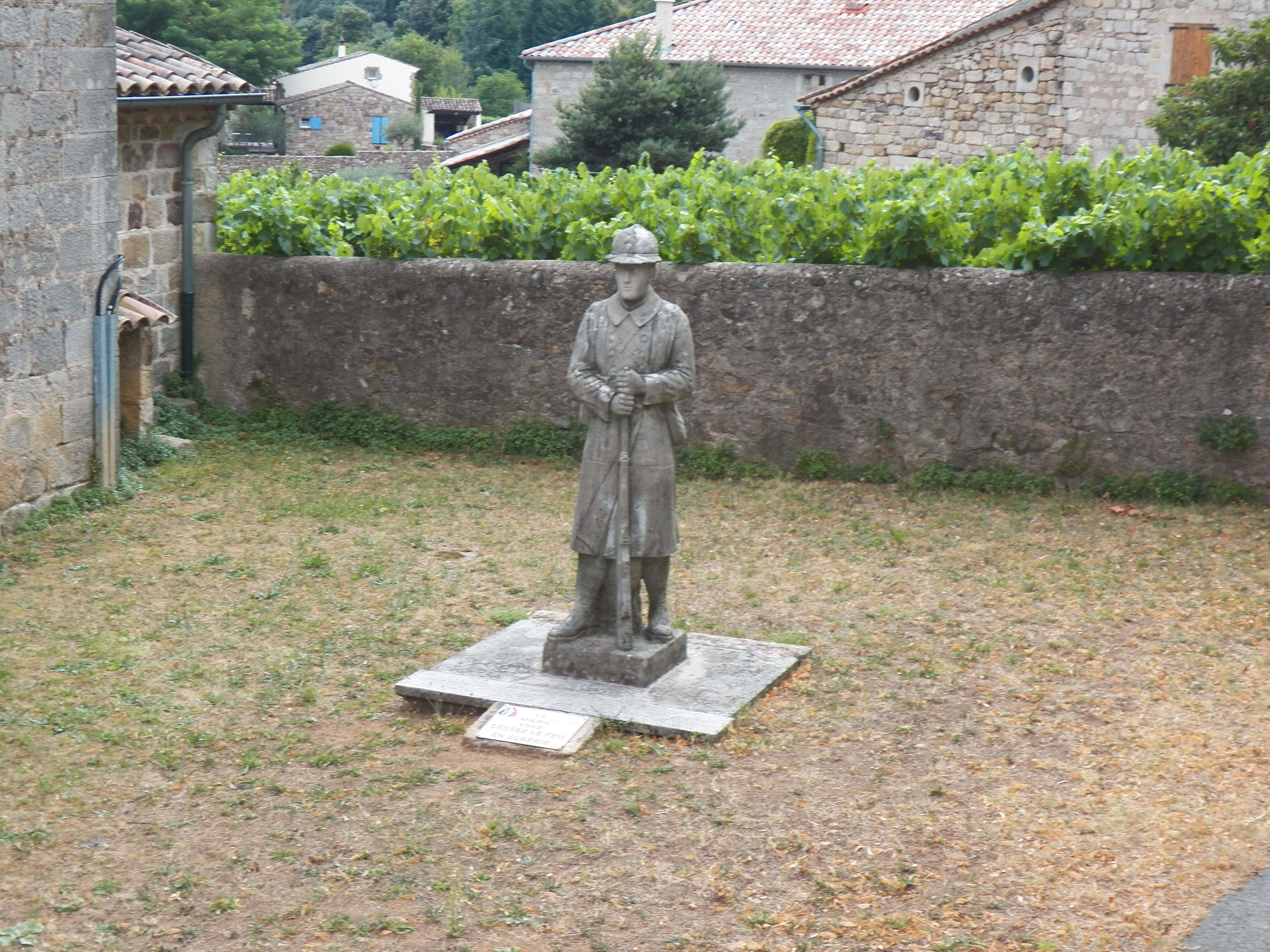
Monument aux morts : poilu de Louis Bresson.
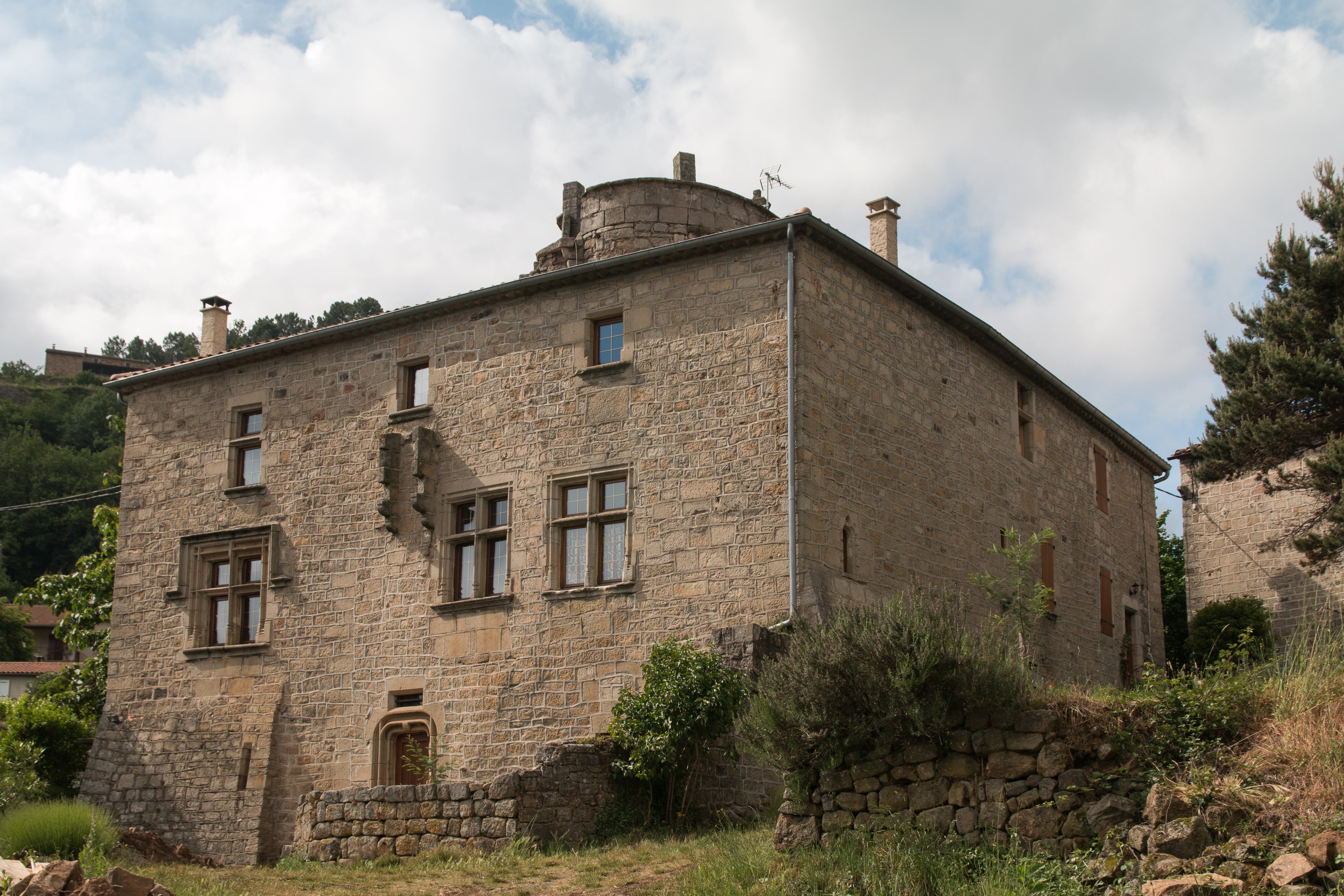
La maison forte du Mas.

### Personnalités liées à la commune
- Louis Bresson, paysan-sculpteur, né en 1896.

### Héraldique
|  | Ribes (Ardèche) possède des armoiries dont l'origine et le blasonnement exact ne sont pas disponibles. |